# Thienemanniella chuzeduodecimus
Thienemanniella chuzeduodecimus är en tvåvingeart som beskrevs av Sasa 1984. Thienemanniella chuzeduodecimus ingår i släktet Thienemanniella och familjen fjädermyggor. Inga underarter finns listade i Catalogue of Life.